# Saint-Pierre Doré
Saint-Pierre Doré ist eine Weißweinsorte. Sie ist eine autochthone Rebsorte des französischen Départements Allier. Obwohl die Sorte noch für die Appellation Saint-Pourçain zugelassen ist, werden keine neuen Rebflächen mit dieser Sorte angelegt. Nachdem im Jahr 1958 noch 125 Hektar bestockter Rebfläche erhoben wurden, sind zurzeit (Stand 2005) kaum noch mehr als zwei Hektar Fläche bekannt. Kleinere Versuchsflächen wurden auch in Kanada angelegt.
Die wuchskräftige, frühreifende Sorte ist anfällig für die Krankheiten Echter Mehltau und Graufäule. Außerdem verträgt sie keinen Spätfrost. Der gekelterte Wein verfügt über einen geringen Alkoholgehalt und über wenig Säure. Die Weißweine haben somit kaum Struktur. Saint-Pierre Doré ist eine Varietät der Edlen Weinrebe (Vitis vinifera). Sie besitzt zwittrige Blüten und ist somit selbstfruchtend. Beim Weinbau wird der ökonomische Nachteil vermieden, keinen Ertrag liefernde, männliche Pflanzen anbauen zu müssen.
Das INRA Montpellier (Institut National de la Recherche en Agronomie) nutzte die Sorte zur Kreuzung der Neuzüchtung Aranel.
Synonyme: Cerceau, Epinette, Lucane, Saint-Clair, Saint-Pierre de l’Allier
Abstammung: autochthone Sorte aus Frankreich